# Бахматли
Бахматли или же Бахмадли (азерб. Bəhmətli; ранее Бахманлы, Верхианъ, Вархиян)  — село и одноимённый муниципалитет Загатальского района Азербайджанской Республики. Расположено в 24 км к югу от районного центра Загатала.

## История
Село в Кавказском календаре 1912 года именуется как Верхианъ Закатальского округа. Население — 2033 человек, указано мугалами (тогдашнее название местных азербайджанцев Шеки-Загатальской зоны).

## Население
Согласно сведениям Азербайджанской сельскохозяйственной переписи 1921 года Верхиан вместе с сёлами Кичик-Ландж и Кюрдамир образовывали Верхианское сельское общество, село Верхиан имело 313 хозяйств, население числом 1468 человек состояло из азербайджанцев, записанных в источнике как мугалы.
По данным на 2008 год в Бахматли проживали 4332 человек. Население занято табаководством, шелководством, животноводством и садоводством.
Функционируют орехоперерабатывающий цех, электрическая подстанция, две мукомольные мельницы, полная средняя школа, детский дом, три библиотеки, дом культуры, больница, узел связи, АТС.

## Известные личности
- Фаик Исфандияр оглы Амиров[азерб.] — Национальный герой Азербайджанской Республики